# Michał Chrapek
Michał Chrapek (Jaworzno, 1992. április 3. –) lengyel korosztályos válogatott labdarúgó, a Piast Gliwice középpályása.

## Pályafutása

### Klubcsapatokban
Chrapek a lengyelországi Jaworzno városában született. Az ifjúsági pályafutását a helyi Victoria Jaworzno csapatában kezdte, majd a Wisła Kraków akadémiájánál folytatta.
2009-ben mutatkozott be a Wisła Kraków első osztályban szereplő felnőtt keretében. A 2011–12-es szezonban a Kolejarz Stróże csapatát erősítette kölcsönben. 2014-ben az olasz másodosztályban érdekelt Catania szerződtette. 2015-ben a Lechia Gdańskhoz, majd 2017-ben a Śląsk Wrocławhoz igazolt. 2020. október 10-én hároméves szerződést kötött a Piast Gliwice együttesével. Először a 2020. október 17-ei, Cracovia ellen 1–0-ra elvesztett mérkőzés 75. percében, Tiago Alves cseréjeként lépett pályára. Első gólját 2021. április 3-án, a Wisła Płock ellen idegenben 1–0-ás győzelemmel zárult találkozón szerezte meg.

### A válogatottban
Chrapek az U17-estől az U21-esig szinte minden korosztályos válogatottban képviselte Lengyelországot.

## Statisztikák
2023. március 12. szerint
| Klub          | Szezon   | Osztály     | Bajnokság | Bajnokság | Kupa és Ligakupa | Kupa és Ligakupa | Nemzetközi | Nemzetközi | Összesen | Összesen |
| Klub          | Szezon   | Osztály     | Meccs     | Gól       | Meccs            | Gól              | Meccs      | Gól        | Meccs    | Gól      |
| ------------- | -------- | ----------- | --------- | --------- | ---------------- | ---------------- | ---------- | ---------- | -------- | -------- |
| Wisła Kraków  | 2015–16  | Ekstraklasa | 14        | 1         | 0                | 0                | —          | —          | 14       | 1        |
| Wisła Kraków  | 2016–17  | Ekstraklasa | 18        | 0         | 1                | 0                | —          | —          | 19       | 0        |
| Wisła Kraków  | Összesen | Összesen    | 32        | 1         | 1                | 0                | 0          | 0          | 33       | 1        |
| Śląsk Wrocław | 2017–18  | Ekstraklasa | 31        | 1         | 0                | 0                | —          | —          | 31       | 1        |
| Śląsk Wrocław | 2018–19  | Ekstraklasa | 32        | 3         | 0                | 0                | —          | —          | 32       | 3        |
| Śląsk Wrocław | 2019–20  | Ekstraklasa | 32        | 5         | 0                | 0                | —          | —          | 32       | 5        |
| Śląsk Wrocław | Összesen | Összesen    | 95        | 9         | 0                | 0                | 0          | 0          | 95       | 9        |
| Piast Gliwice | 2020–21  | Ekstraklasa | 23        | 1         | 4                | 1                | —          | —          | 27       | 2        |
| Piast Gliwice | 2021–22  | Ekstraklasa | 31        | 4         | 1                | 0                | —          | —          | 32       | 4        |
| Piast Gliwice | 2022–23  | Ekstraklasa | 21        | 2         | 2                | 0                | —          | —          | 23       | 2        |
| Piast Gliwice | Összesen | Összesen    | 75        | 7         | 7                | 1                | 0          | 0          | 82       | 8        |
| Összesen      | Összesen | Összesen    | 202       | 17        | 8                | 1                | 0          | 0          | 210      | 18       |